# GJ 1245
GJ 1245 (inna nazwa to V1581 Cygni) – jeden z najbliższych układów potrójnych. Znajduje się w gwiazdozbiorze Łabędzia w odległości ok. 14,81 lat świetlnych od Słońca. Jego składniki to trzy słabo świecące czerwone karły (A, B i C), których jasność obserwowana wynosi odpowiednio +13,41m, +13,99m i +17,50m. Gwiazdy A i B (i prawdopodobnie C) są gwiazdami zmiennymi. Gwiazdy A i C tworzą zwartą parę (oddaloną od siebie o ok. 4 au), którą można rozdzielić tylko przez najlepsze teleskopy.